# Szlif krzyżowy
Szlif krzyżowy = nożycowy
Polega na układzie trójkatnych fasetek, tak w koronie jak i w podstawie; czasem łączy się ze szlifem schodkowym.
Korona składa się z prostokątnej tafli i 16 ścian trójkątnych w szlifie kopertowym.
Podstawa składa się z 16 ścian trójkatnych i 4 ścian rombowych.

## Przykłady szlifu krzyżowego (nożycowego)

szlif nożycowy
szlif nożycowy "bagiet"